# Speerdistel
De speerdistel (Cirsium vulgare, synoniem: Cirsium lanceolatum) is een plant uit het geslacht vederdistel.

## Kenmerken

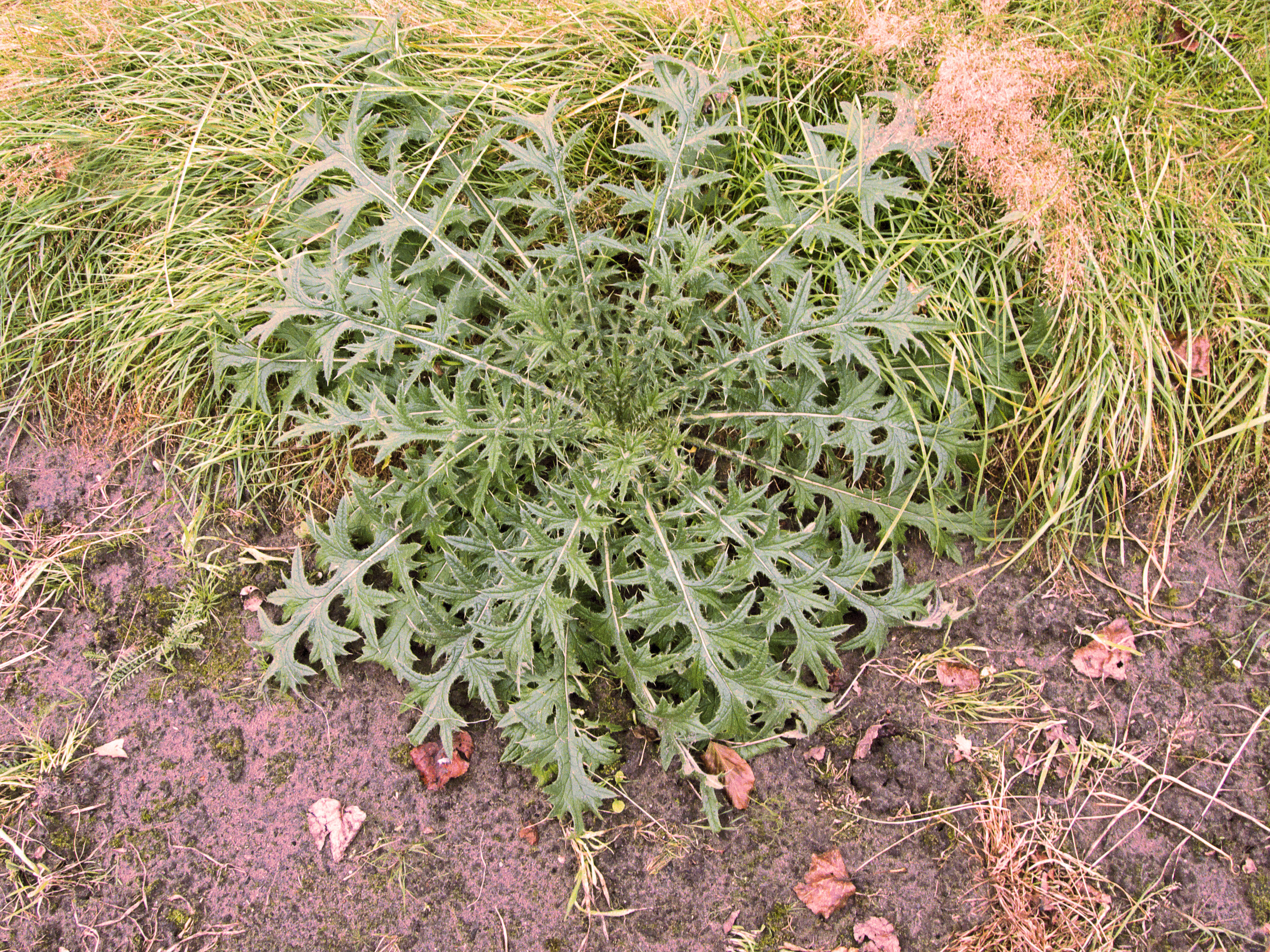
Bladrozet

De plant wordt 60 tot 120 cm hoog. De onderzijde van het blad is kort tot spinnenwebachtig behaard. De bladeren lopen uit in lange gele stekels en hebben een iets omgerolde rand. De plant bloeit met 3–5 cm lange hoofdjes, die onder de paarse bloempjes zijn ingesnoerd. De bloei duurt van juni tot eind september.
De speerdistel heeft van de distels de scherpste en grootste stekels. De bloemen zijn omgeven door puntige omwindselblaadjes. Het omwindsel is spinnenwebachtig behaard. De vruchtjes zijn aan de top voorzien van geveerd vruchtpluis (distelpluis). Het is een tweejarige plant, in het eerste jaar vormen zich de wortel en het bladrozet en in het tweede jaar ontwikkelen zich de bloemen en vruchten.

## Ecologie
De speerdistel komt voor in weilanden, bermen en op dijken. De speerdistel is ook als sierplant in gebruik.
De plant is rijk aan nectar en wordt bezocht door de honingbij, hommels, waaronder de akkerhommel, vlinders en zweefvliegen. Op de plant kan o.a. de zwarte bonenluis voorkomen.

## Heraldiek
In de heraldiek is sinds de middeleeuwen een op een distel lijkende plant het symbool van Schotland. Het zou gaan om de wegdistel (Onopordum acanthium), maar sommige biologen achten het onwaarschijnlijk dat deze soort in Schotland voorkwam in de middeleeuwen en dat het mogelijk gaat om de speerdistel.

Royal Badge of Scotland

## Fotogalerij

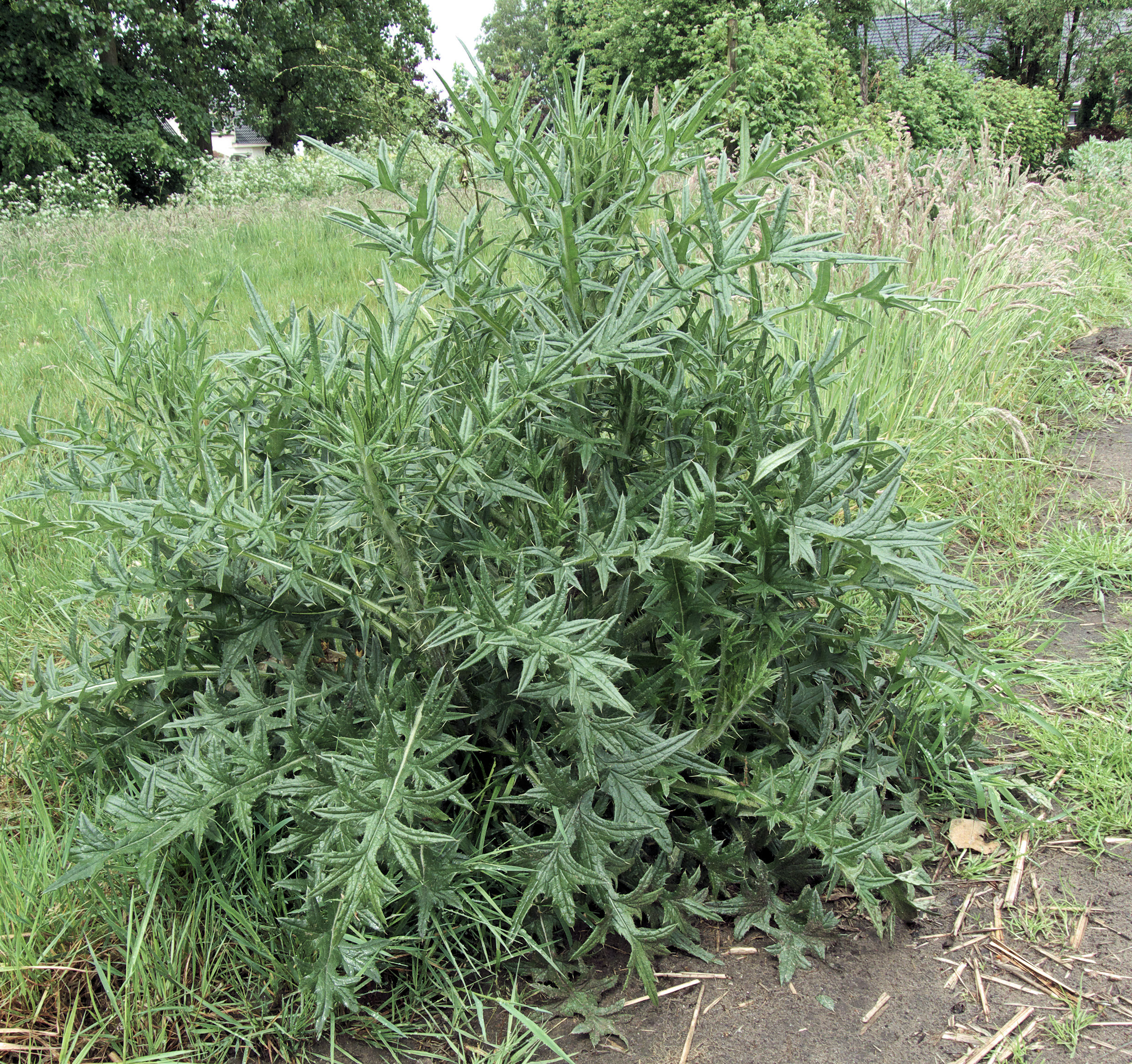
Doorschietende plant
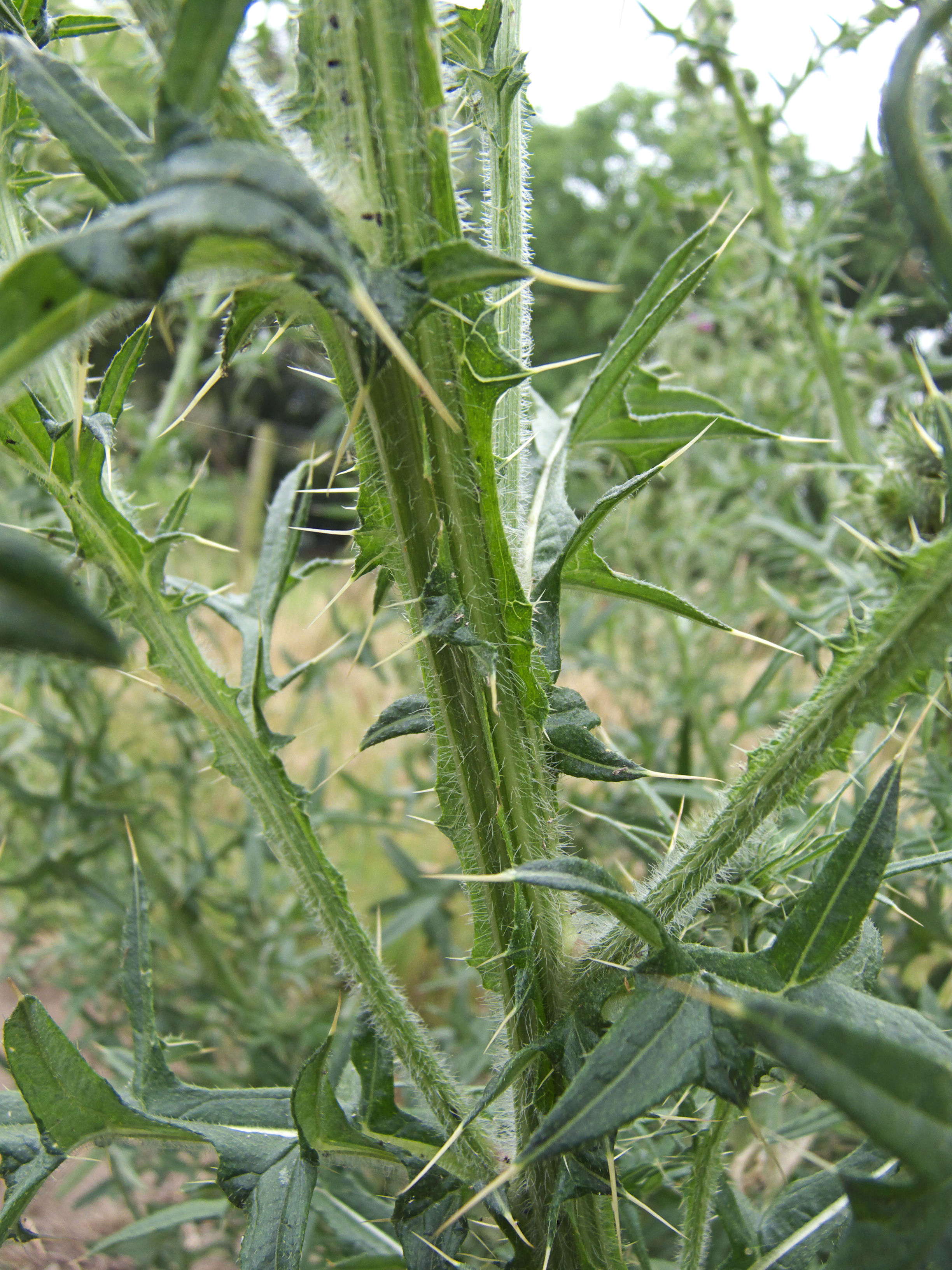
Gevleugelde stengel
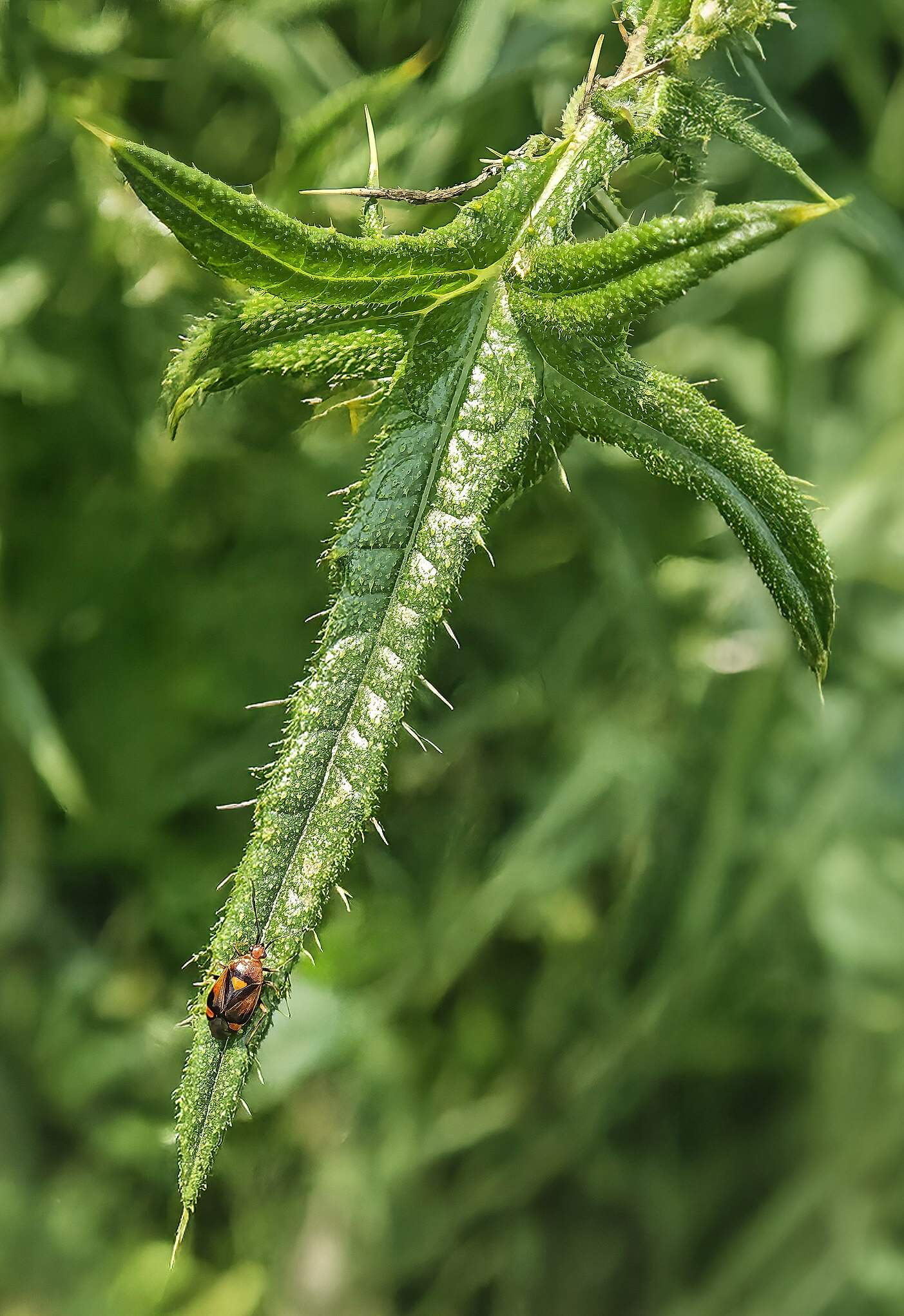
Uitzicht op het blad
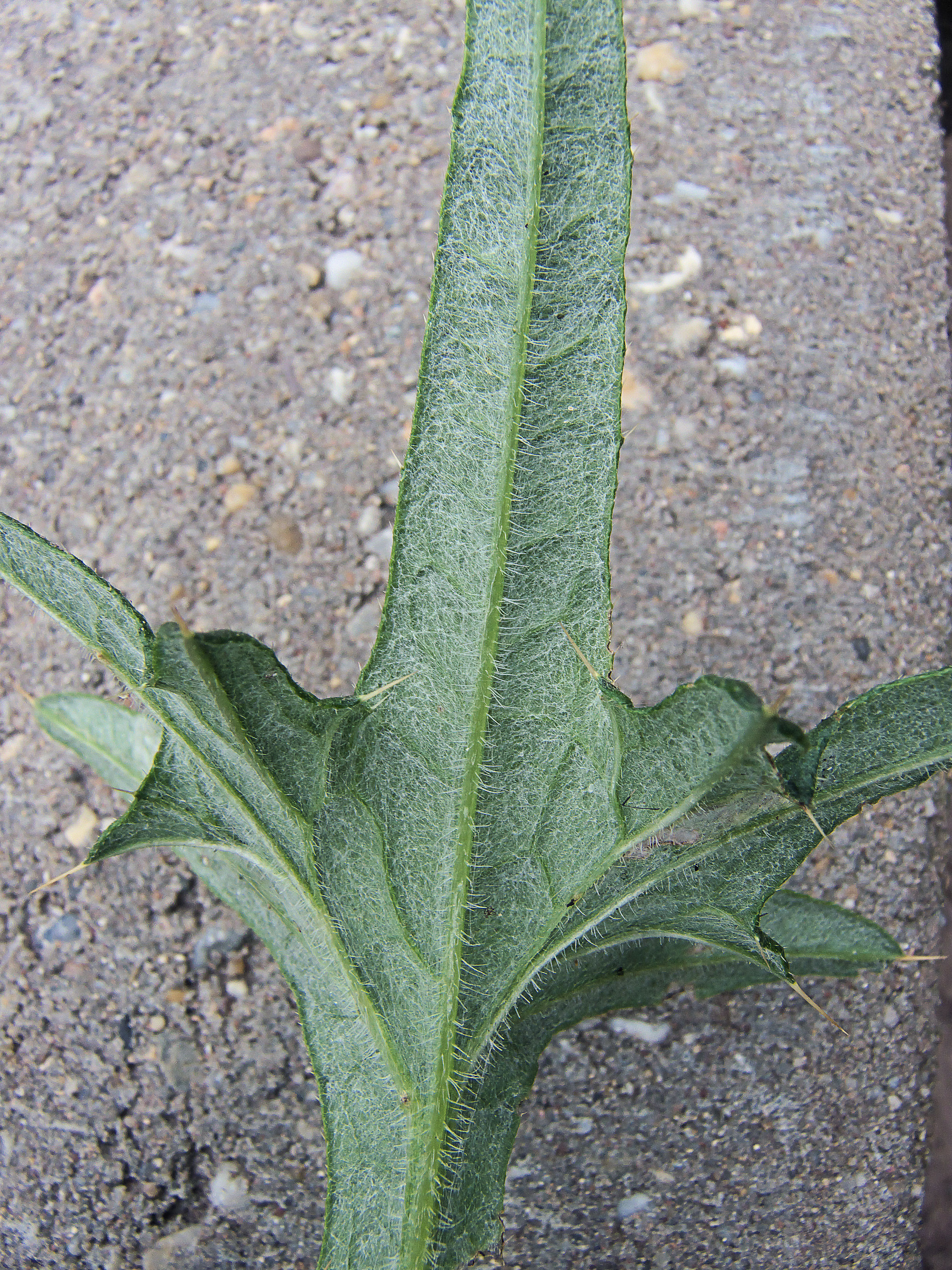
Onderzijde blad
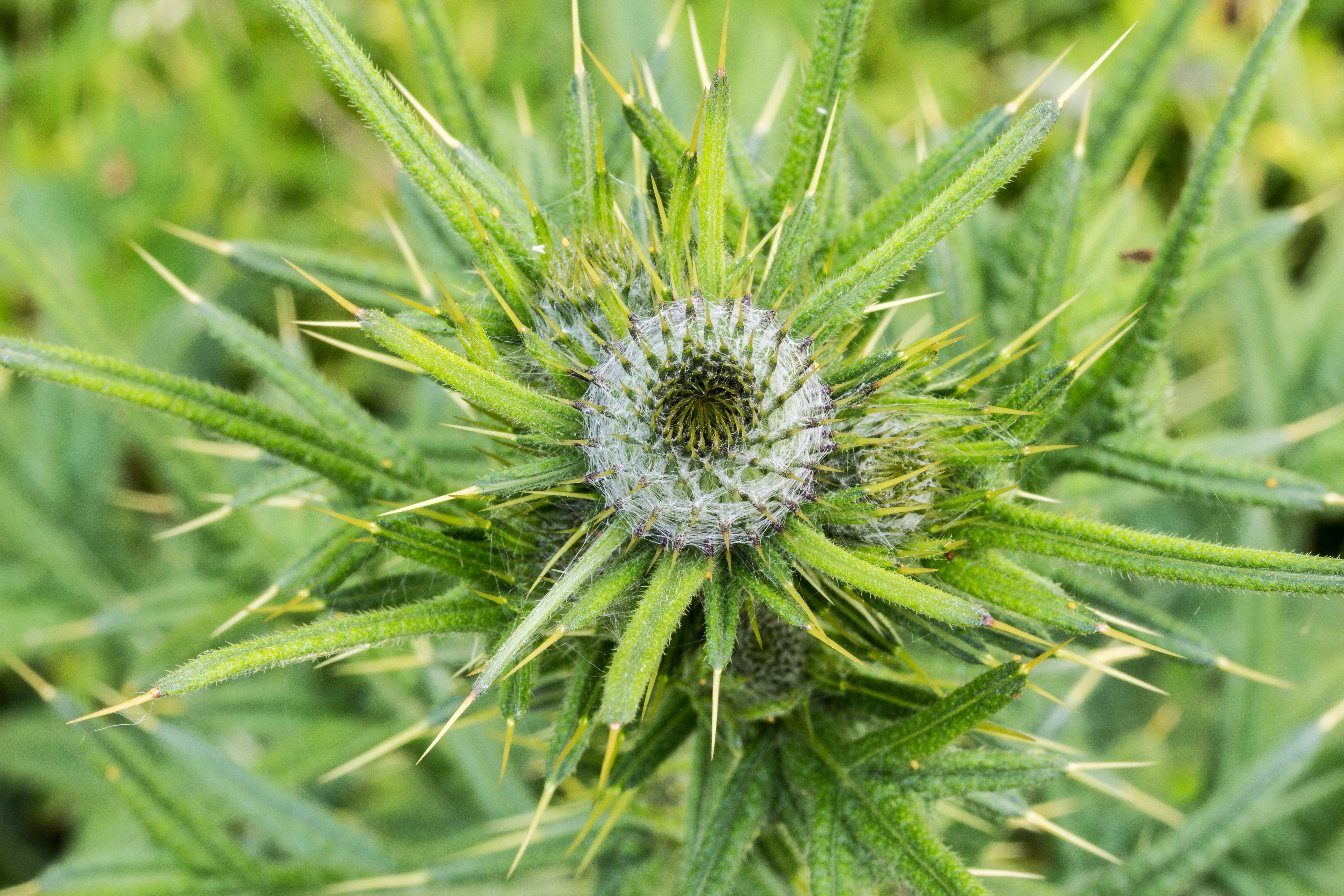
Bloemknop in juni
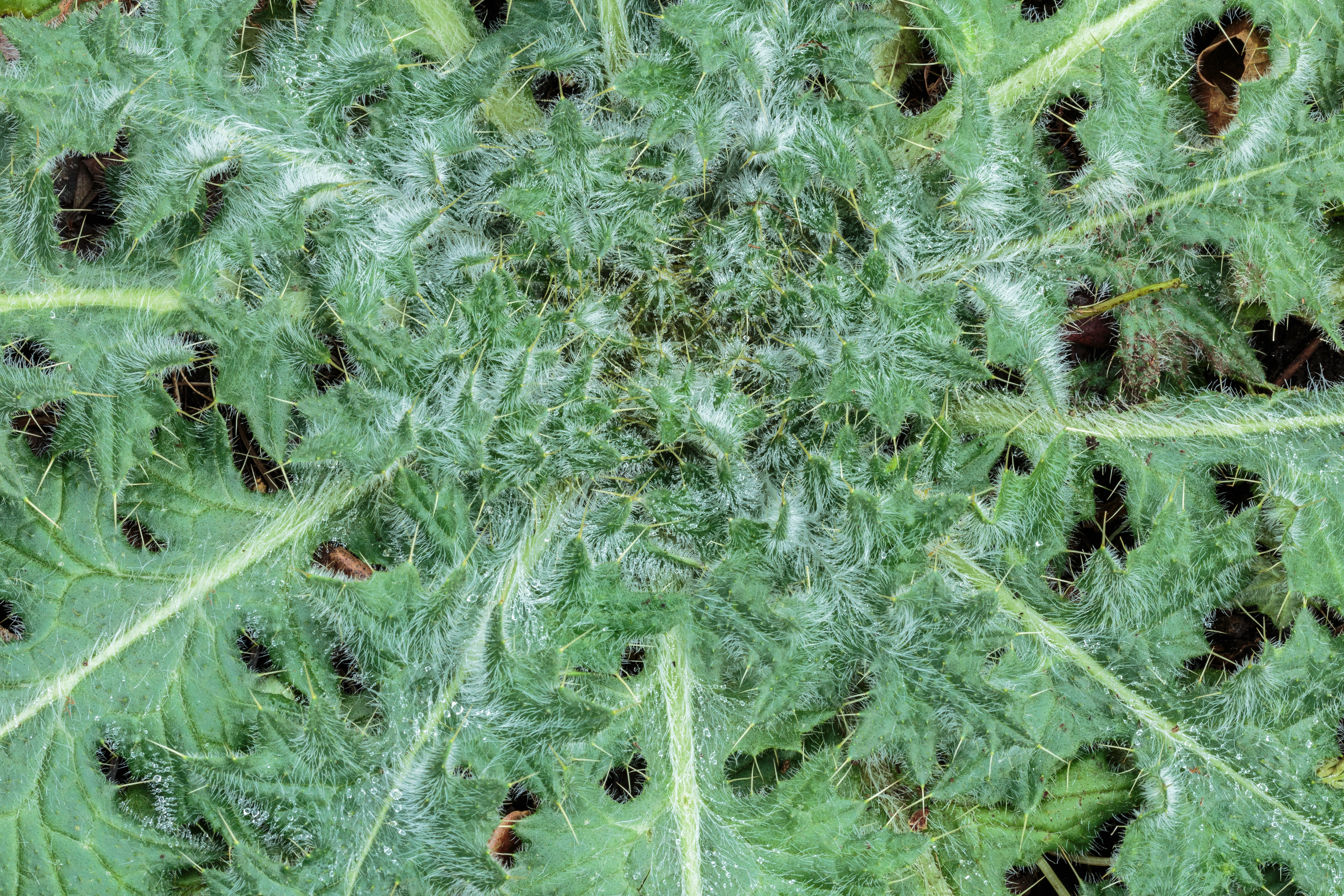
Detail van een bladrozet in februari

Bloei bij speerdistel
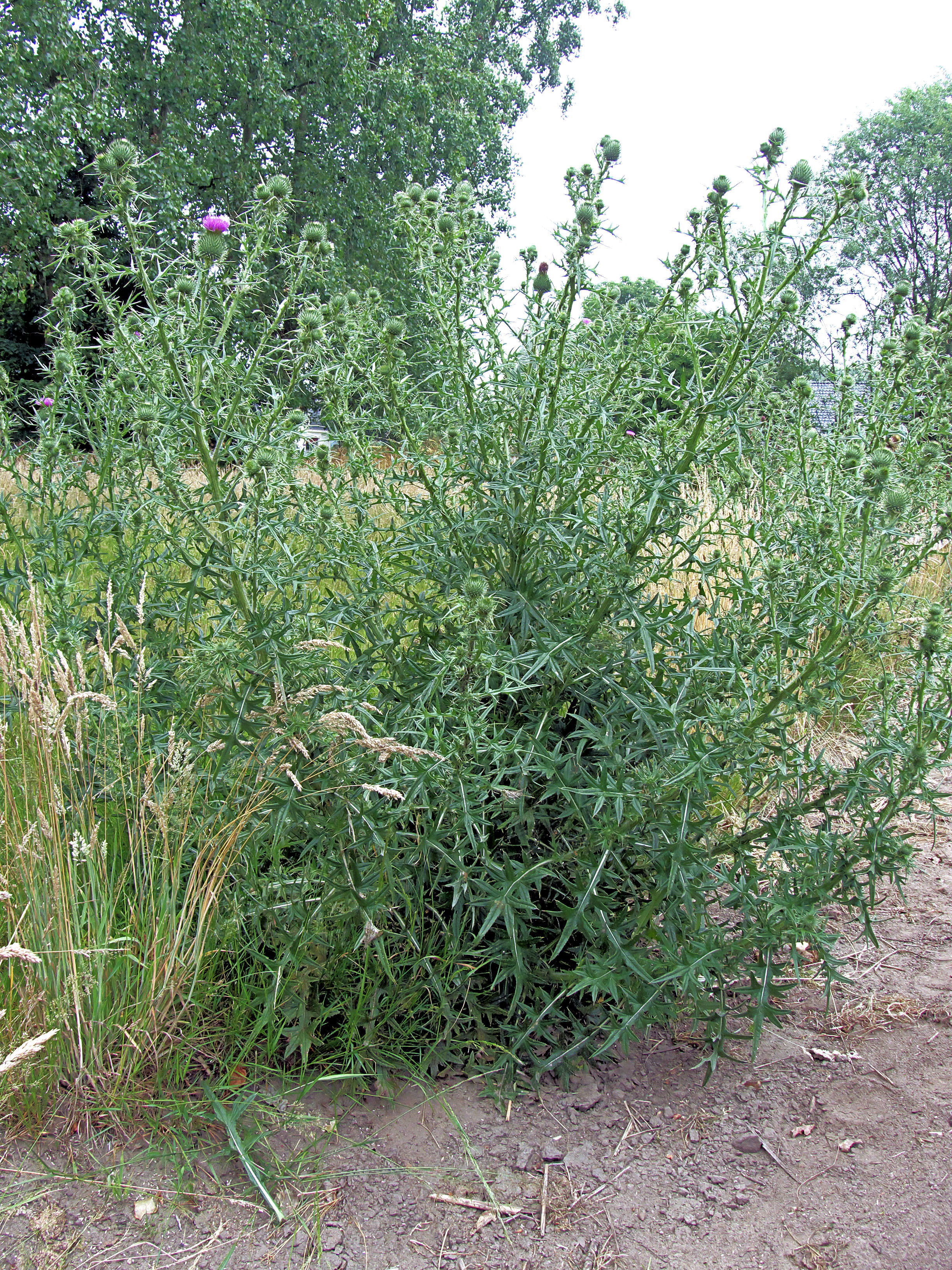
Bloeiende plant
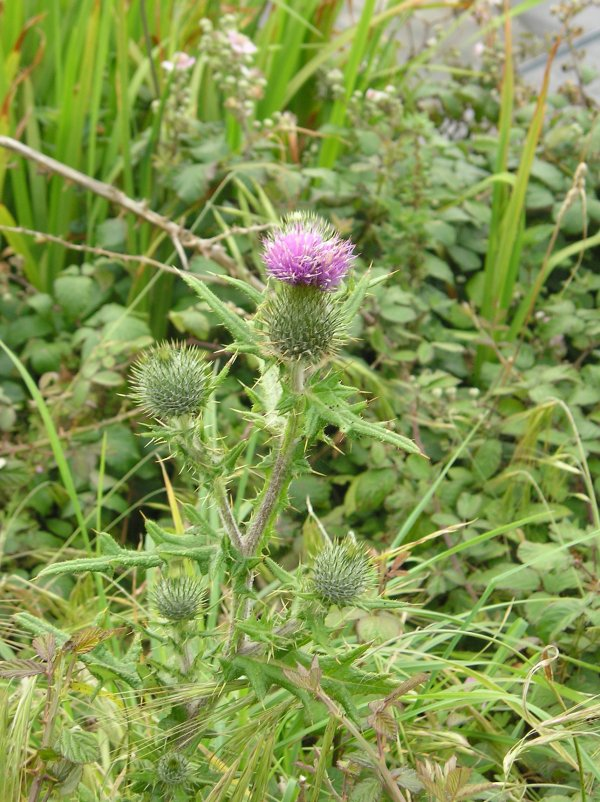
Bloeiende plant
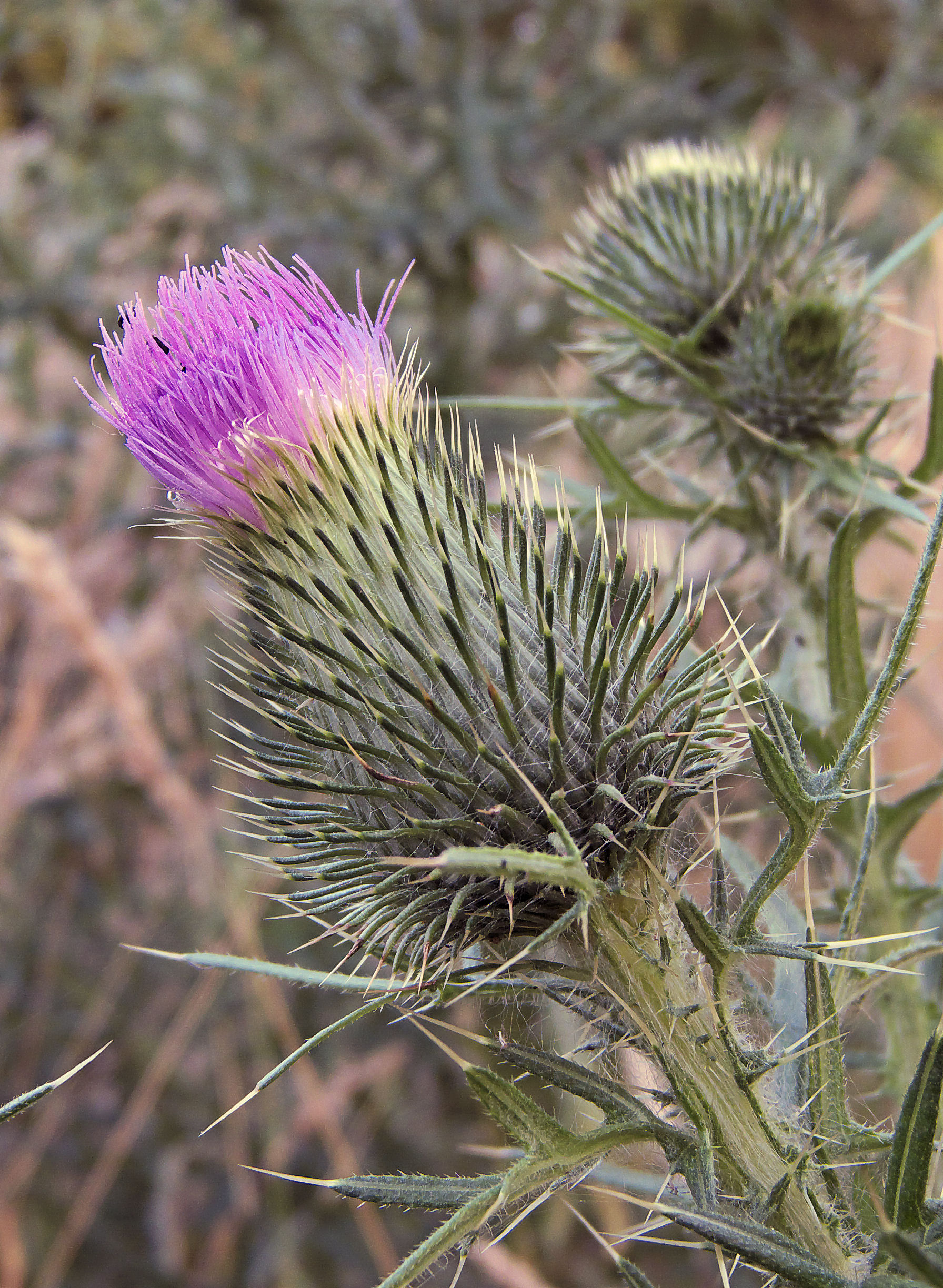
Spinnenwebachtig behaard omwindsel
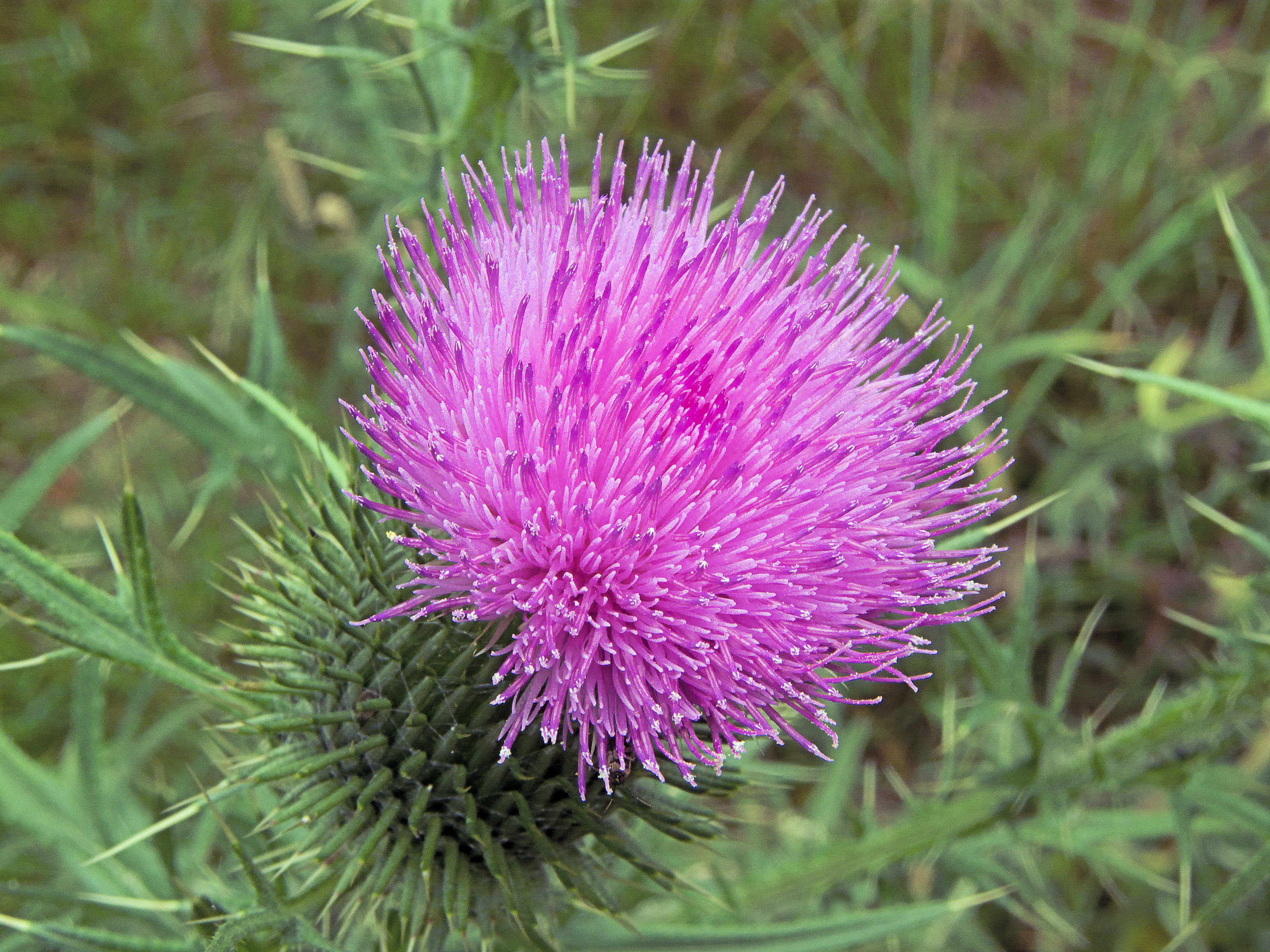
Bloeiwijze
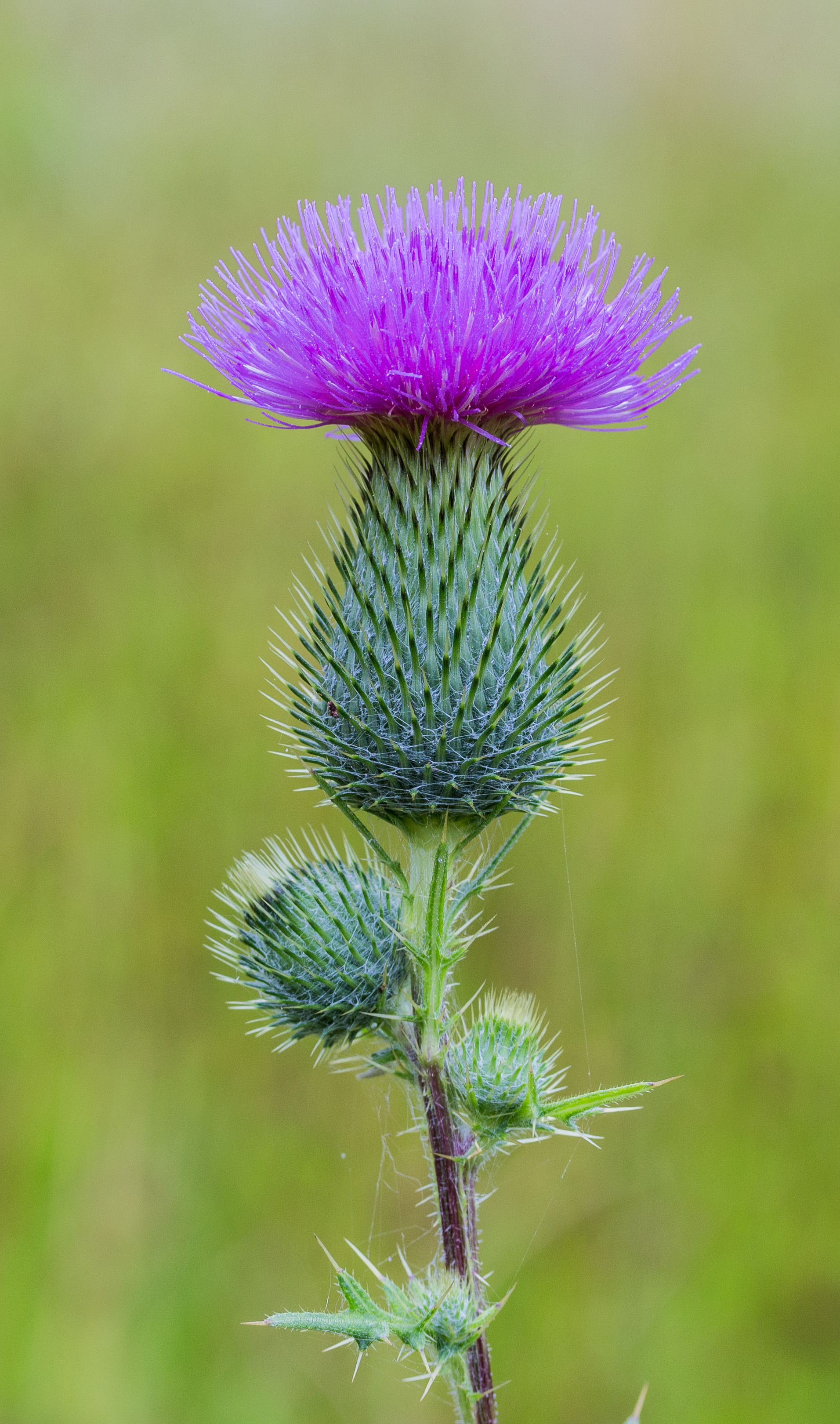
Bloeiwijze en knoppen
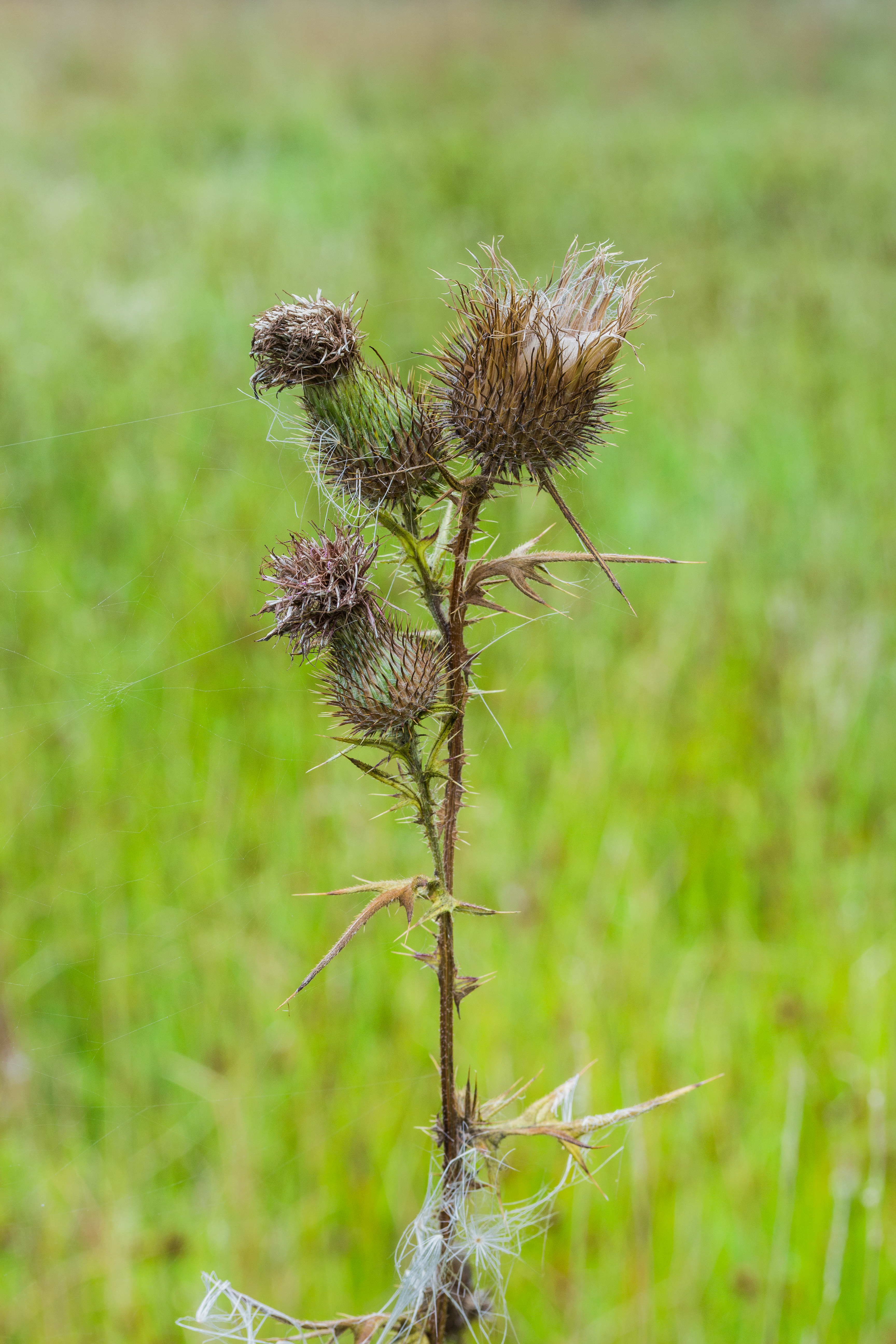
Uitgebloeide speerdistel

Insectenbezoek bij speerdistel
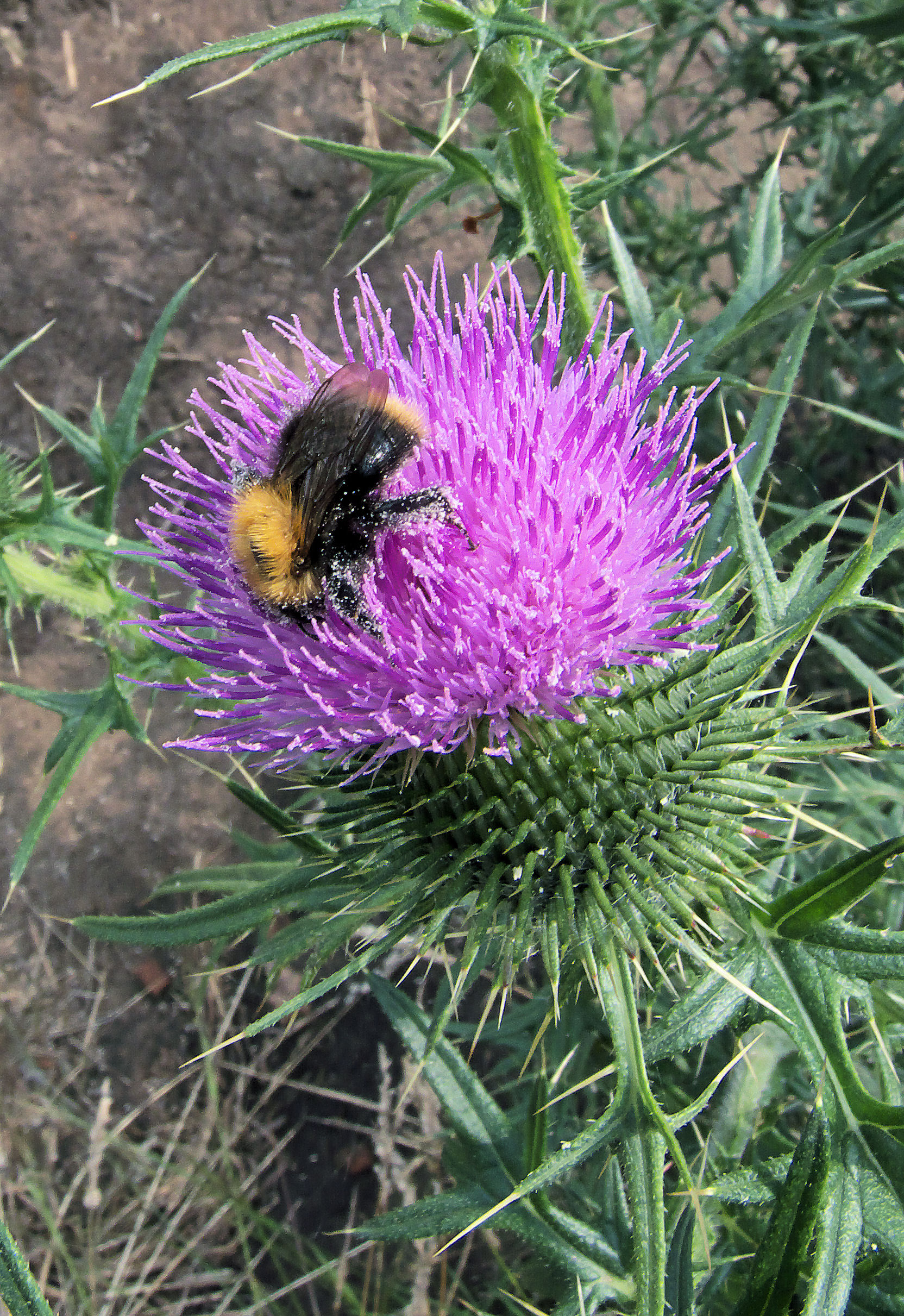
Akkerhommel
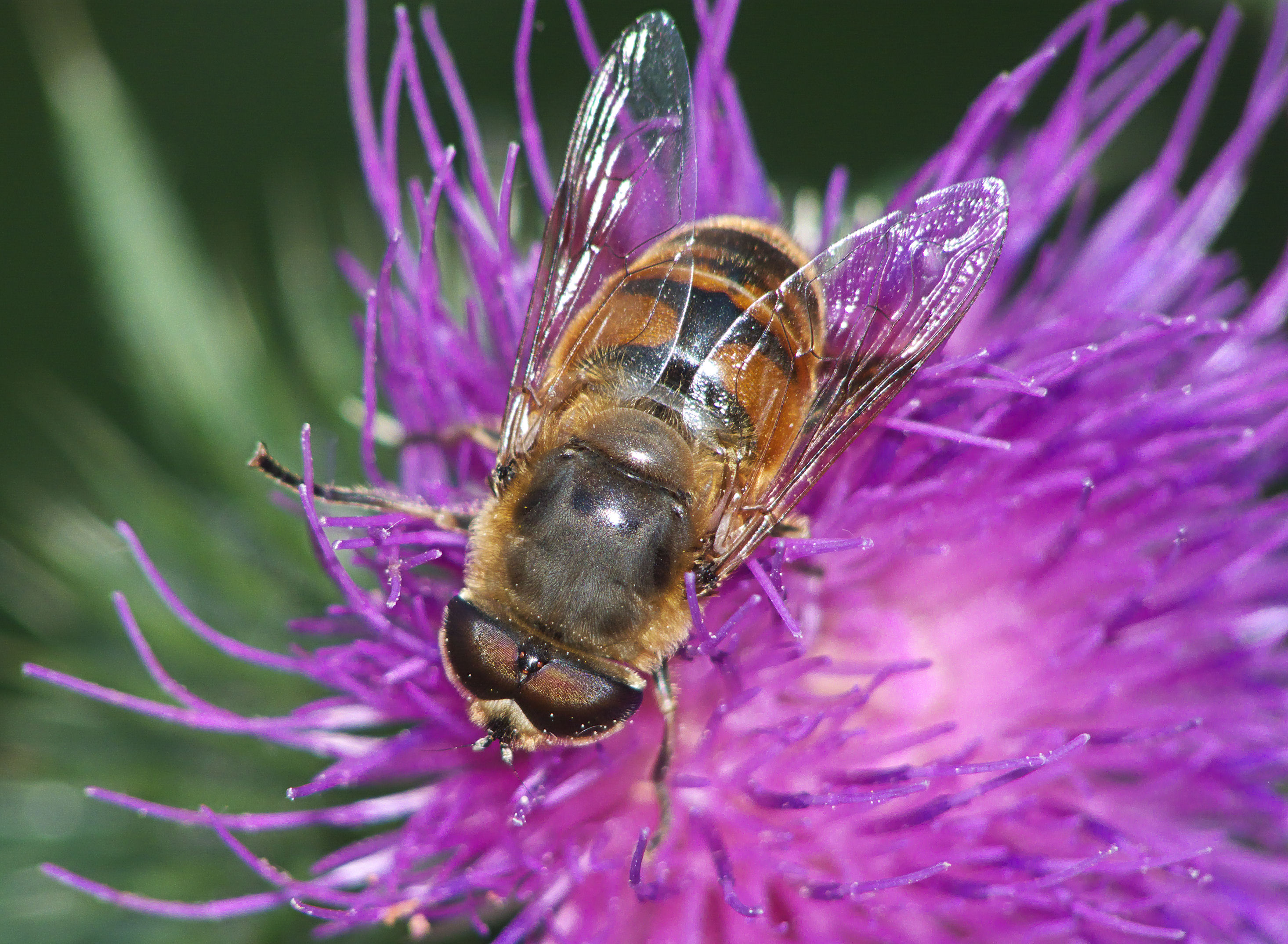
Blinde bij
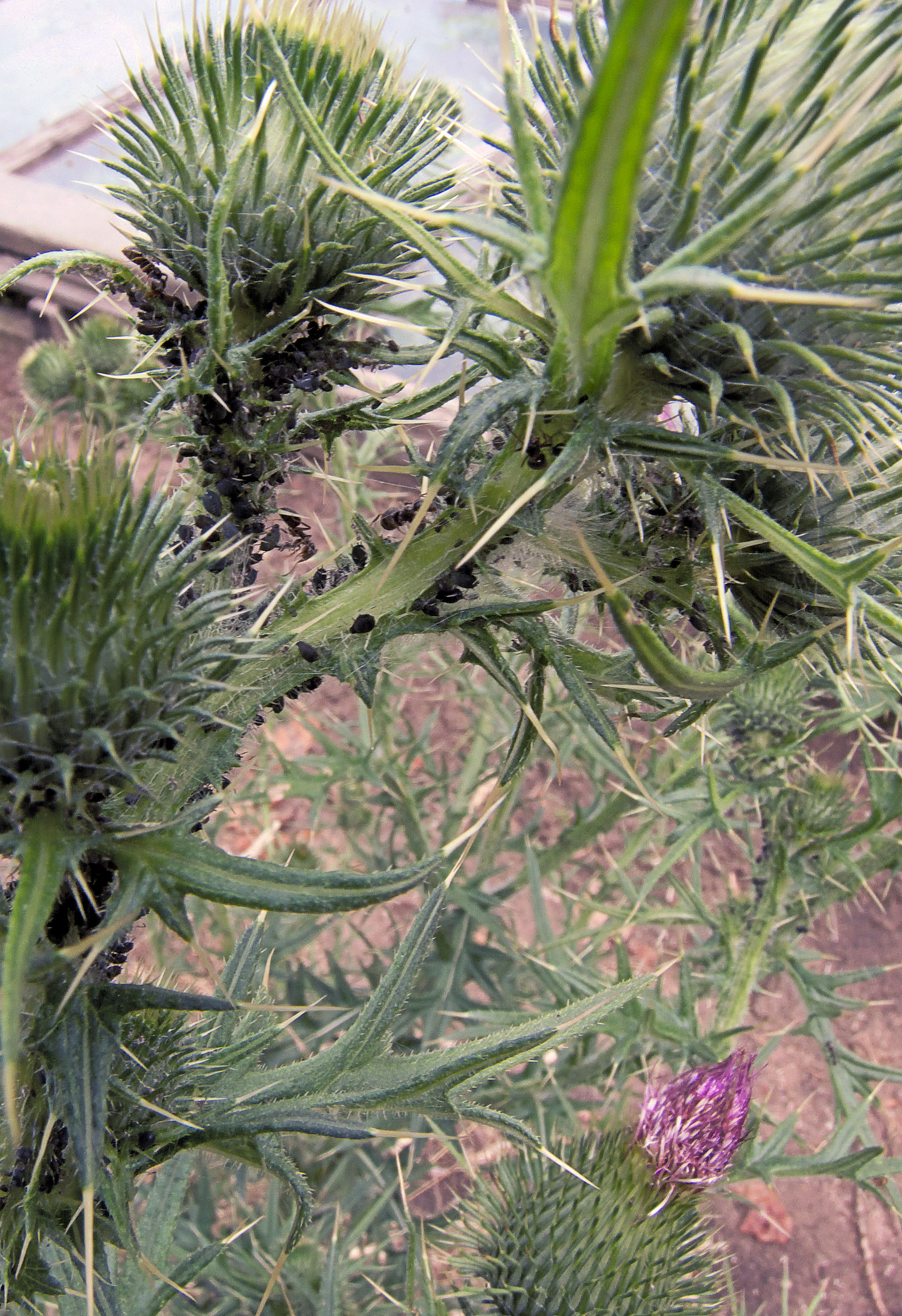
Zwarte bonenluis

... · 
C. acaule (Aarddistel) · 
C. arvense (Akkerdistel) · 
C. dissectum (Spaanse ruiter) · 
C. eriophorum (Wollige distel) · 
C. erisithales (Bleekgele vederdistel) · 
C. heterophyllum (Sombere vederdistel) · 
C. oleraceum (Moesdistel) · 
C. palustre (Kale jonker) · 
C. tuberosum  (Knoldistel) · 
C. vulgare (Speerdistel) ·  
...